# Škoda 110 R
Škoda 110 R (Škoda 110 R Coupé) byl osobní automobil – kupé, odvozený od sedanu Škoda 110 a vyráběný v letech 1970 až 1980 československou automobilkou AZNP v závodě Kvasiny.

## Škoda 110 R

### Popis vozu
Vůz Škoda 110 R je poháněn kapalinou chlazeným řadovým čtyřtaktním čtyřválcem, umístěným za zadní nápravou. Zdvihový objem motoru činí 1 107 cm³ (vrtání 72 mm, zdvih 68 mm) a dosahuje výkonu 45,6 kW při 5 250 ot/min, což relativně aerodynamickému vozu stačí na dosažení rychlosti přes 145 km/h.
Nádrž automobilu, umístěná pod předním zavazadlovým prostorem, pojala 32 litrů benzínu Super 95, což vozu s průměrnou spotřebou kolem 8,5 litrů na 100 km stačilo na necelých 400 km jízdy.
Vůz má čtyřstupňovou, plně synchronizovanou převodovku. Brzdy vozu jsou dvouokruhové, na přední nápravě kotoučové, na zadní bubnové.
Karosérie vozu je samonosná, ocelová, dvoudveřová typu kupé s počtem míst 2+2. Přední část karosérie je až na malé detaily prakticky shodná se sedanem Škoda 110. Dveře jsou bezrámové konstrukce a zadní vyklápěcí okna jsou též bez rámů.
Interiér je vybaven dvojicí pohodlných sportovních sedaček, které lze jednoduše posunovat a jejich opěradla sklápět. Vzadu jsou další dvě nouzová místa, přístupná po sklopení opěradel předních sedaček. Palubní deska je vybavena všemi potřebnými ukazateli – tachometrem, otáčkoměrem, palivoměrem, teploměrem a tlakoměrem oleje.

### Historie
Nevhodná konstrukce dvoudveřových modelů Škoda MBX způsobila jejich nízký prodej. Potřeba vhodnějšího sportovního modelu vedla k inspiraci karoserií kupé Simca 1200S. Testy a rozbory jednoho z těchto vozů urychlily vývoj vozu Škoda 110 R.

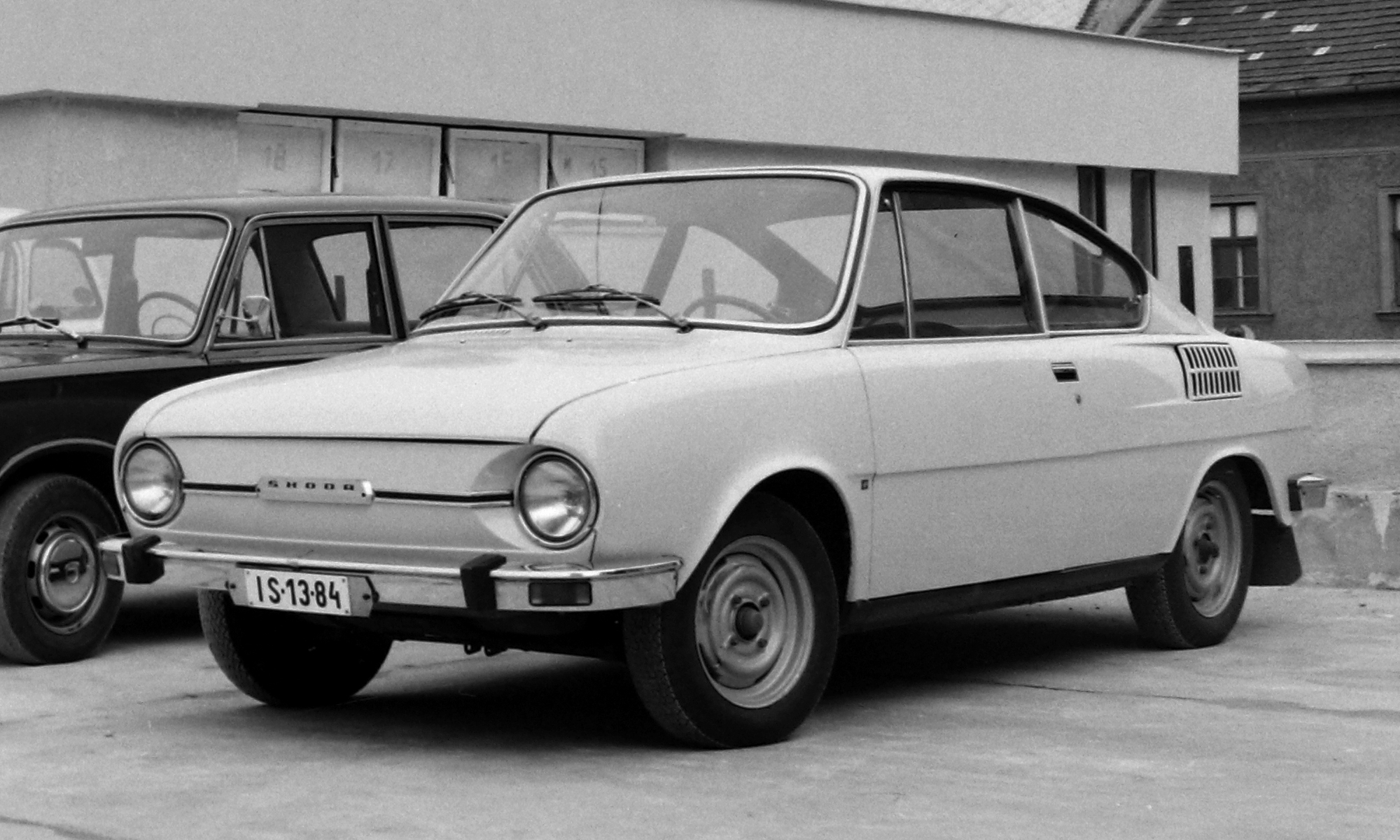
Škoda 110 R, model 1971 (avšak bez ozdobných lišt na předních blatnících)

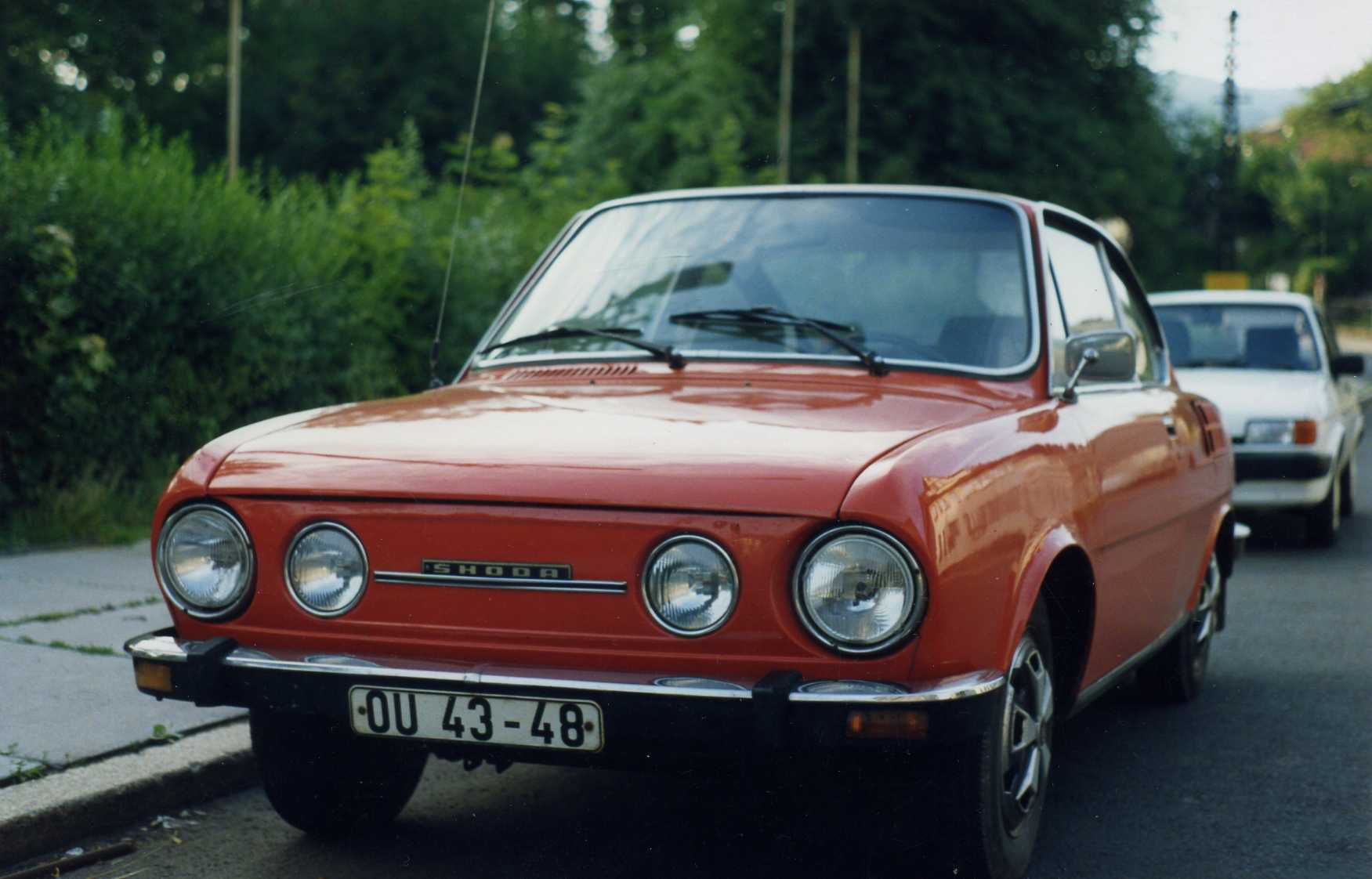
Škoda 110 R

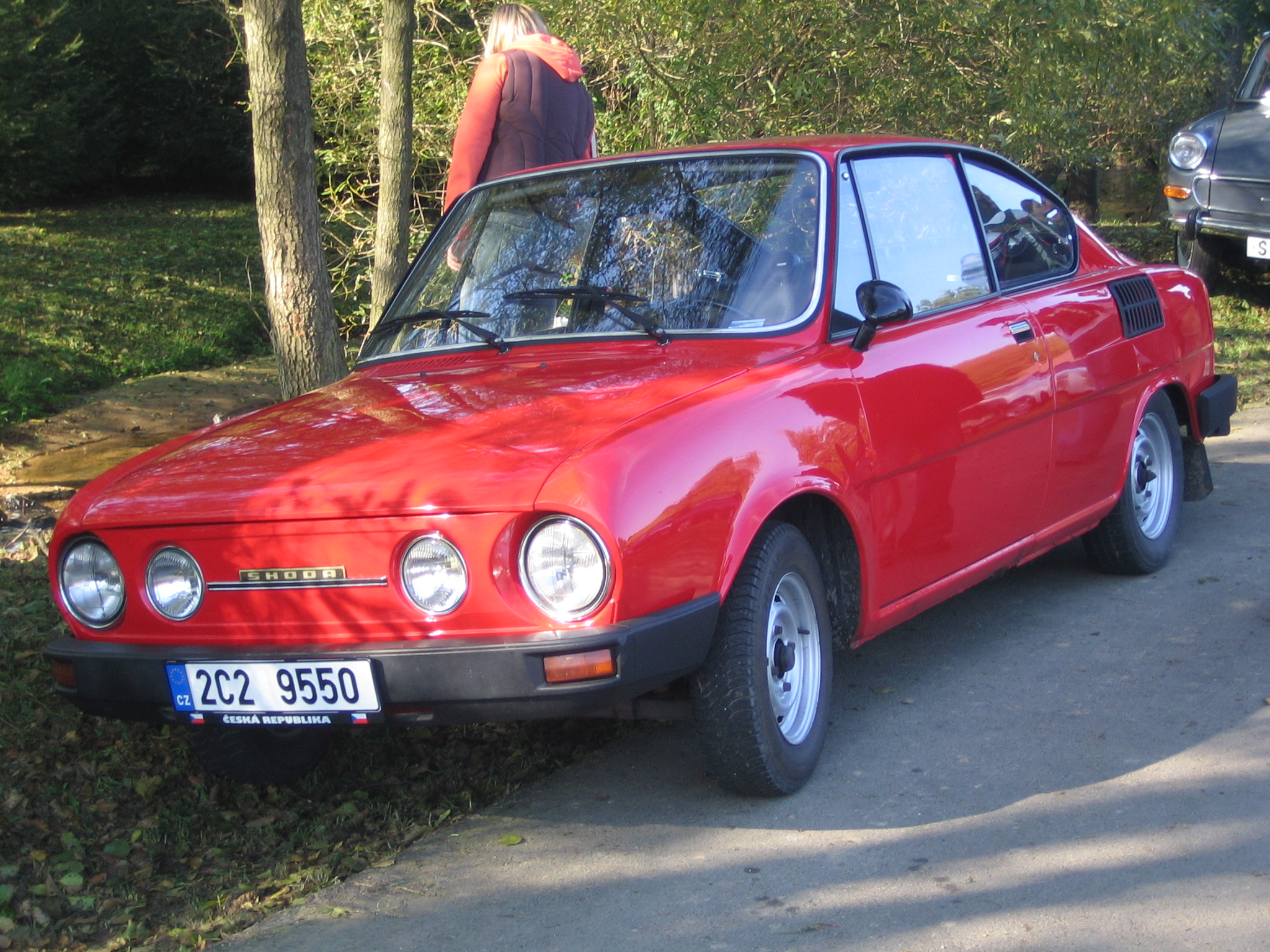
Škoda 110 R, modernizované provedení

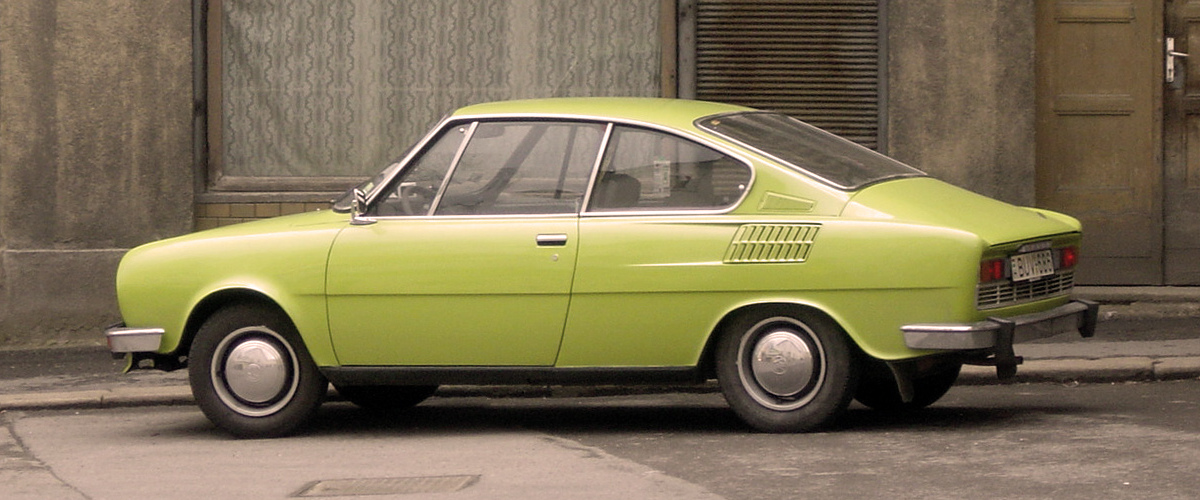
Škoda 110 R

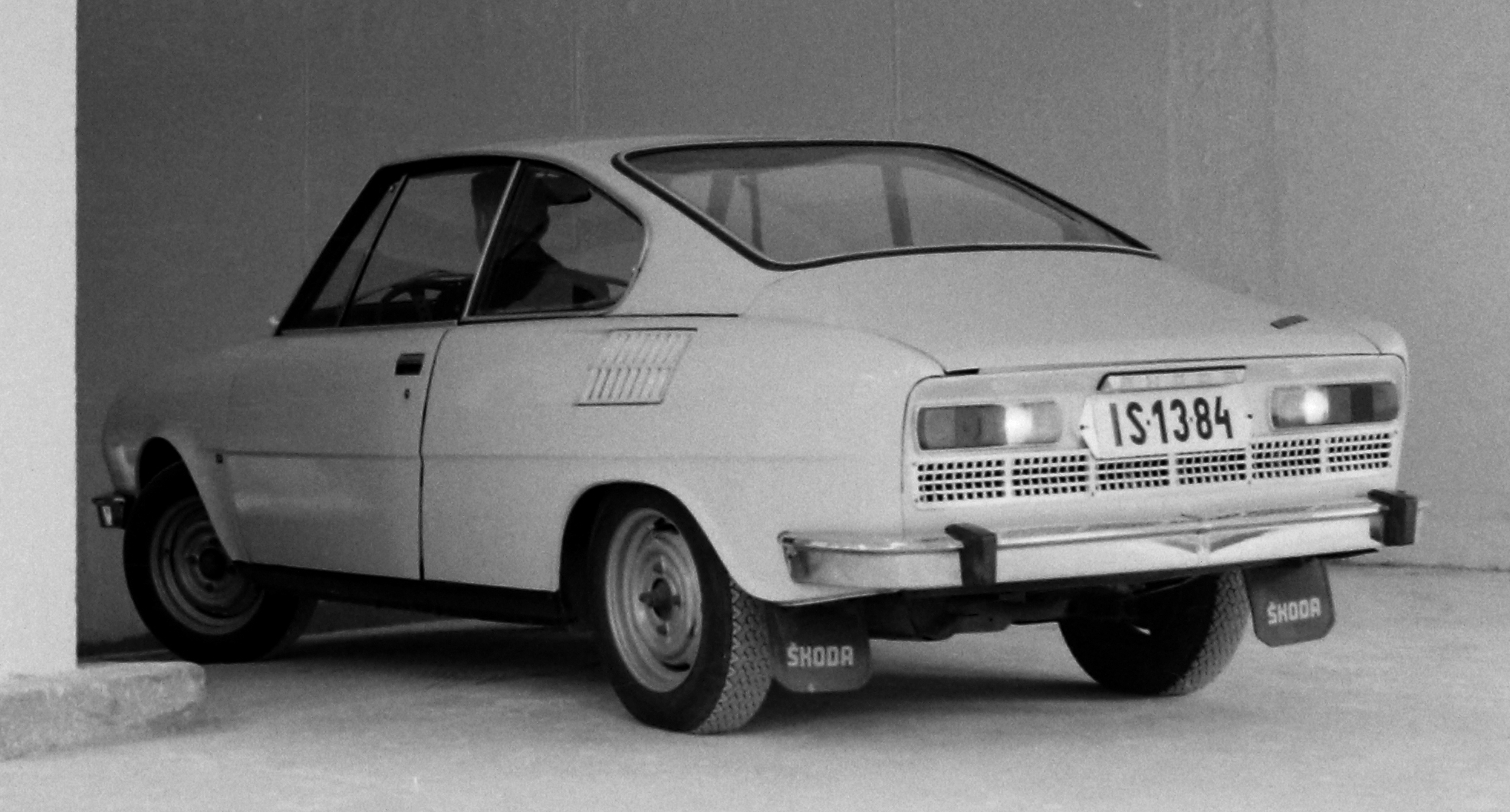
Škoda 110 R, model 1971

První prototyp kupé Škoda 110 R vznikl již v roce 1968. Sériově pak byl vyráběn v několika modelových provedeních, která se lišila více méně jen v detailech.
První provedení, model 1971, se vyznačoval ozdobnými lištami na předních blatnících, které byly převzaty z modelů Škoda 100/110, palubní deskou s imitací dřeva a přední maskou se dvěma světlomety. Přední sedačky ještě nebyly vybaveny opěrkami hlavy.
Od srpna 1971 byl vyráběn vůz v provedení model 1972. Vůz přišel o ozdobné lišty na blatnících, hrdlo palivové nádrže bylo rekonstruováno a kryto plechovým víčkem. Přední sedačky dostaly opěrky hlav a na zadních sloupcích přibyly mřížky pro bezprůvanové větrání.
Počátkem roku 1973 byly uskutečněny další změny, které charakterizují model 1973. Vůz dostal novou masku se čtyřmi světlomety, víčko palivové nádrže bylo přemístěno o cca 10 cm nahoru a konečně byl montován dvourychlostní ventilátor topení se zvýšeným výkonem motorku, díky kterému již nemusela posádka vozu v zimních měsících tolik mrznout.
V dalších letech byly vyráběny vozy v téměř identickém provedení, měnila se pouze paleta barevných odstínů a rozšiřovala se nabídka doplňkové výbavy. S nástupem typové řady Škoda 105/120 do výroby doznalo jistých změn i provedení vozu 110 R. Nejvýraznější změnou je zřejmě změna stálého převodového poměru v rozvodovce z 1:4,444 na 1:4,22. Dále bylo montováno modernější palivové čerpadlo Jikov MF místo dřívějšího HF a karburátor Jikov 32 DDSR byl nahrazen novějším modelem EDSR.
Od srpna do prosince roku 1980 byl vůz vyráběn v provedení model 1981. Vůz dostává elektricky vyhřívané zadní okno a jsou montovány třináctipalcové disky s pneumatikami 165 SR13 místo dřívějších čtrnáctipalcových disků s pneu 155 SR 14.
Celkem bylo podle továrních zdrojů vyrobeno 57 085 vozů, podle jiných pramenů 56 902 vozů.
Zejména po roce 1990 bylo mnoho těchto aut (často velmi necitlivě) přestavěno a „vytuněno“ – dosazením motoru z Favoritu, karosářsky upraveno apod.
V současné době se však kupé stává velmi vyhledávaným modelem hlavně sběrateli, ceněny jsou zejména vozy dochované do dnešních dnů v původním stavu bez úprav.

## Závodní verze
Na základě kupé 110 R byly vyvinuty také závodní vozy 110 R Rallye, resp. Škoda 110 L Rallye, Škoda 180/200 RS a 130 RS.
Existovala i malosériová civilní verze Škody 130 RS, těchto vozů bylo vyrobeno jen několik desítek kusů pro zákazníky s devizovým kontem – pro Tuzex a export do SRN. Vozy měly hráškově zelenou barvu a specifickou výbavu, střešní okno, upravené brzdy; výkon motoru byl oproti závodní verzi (120–140 k) snížen na 100 koní. Repliky vozů 130 RS pak vznikaly i dodatečnými přestavbami ze 110 R.

## Galerie

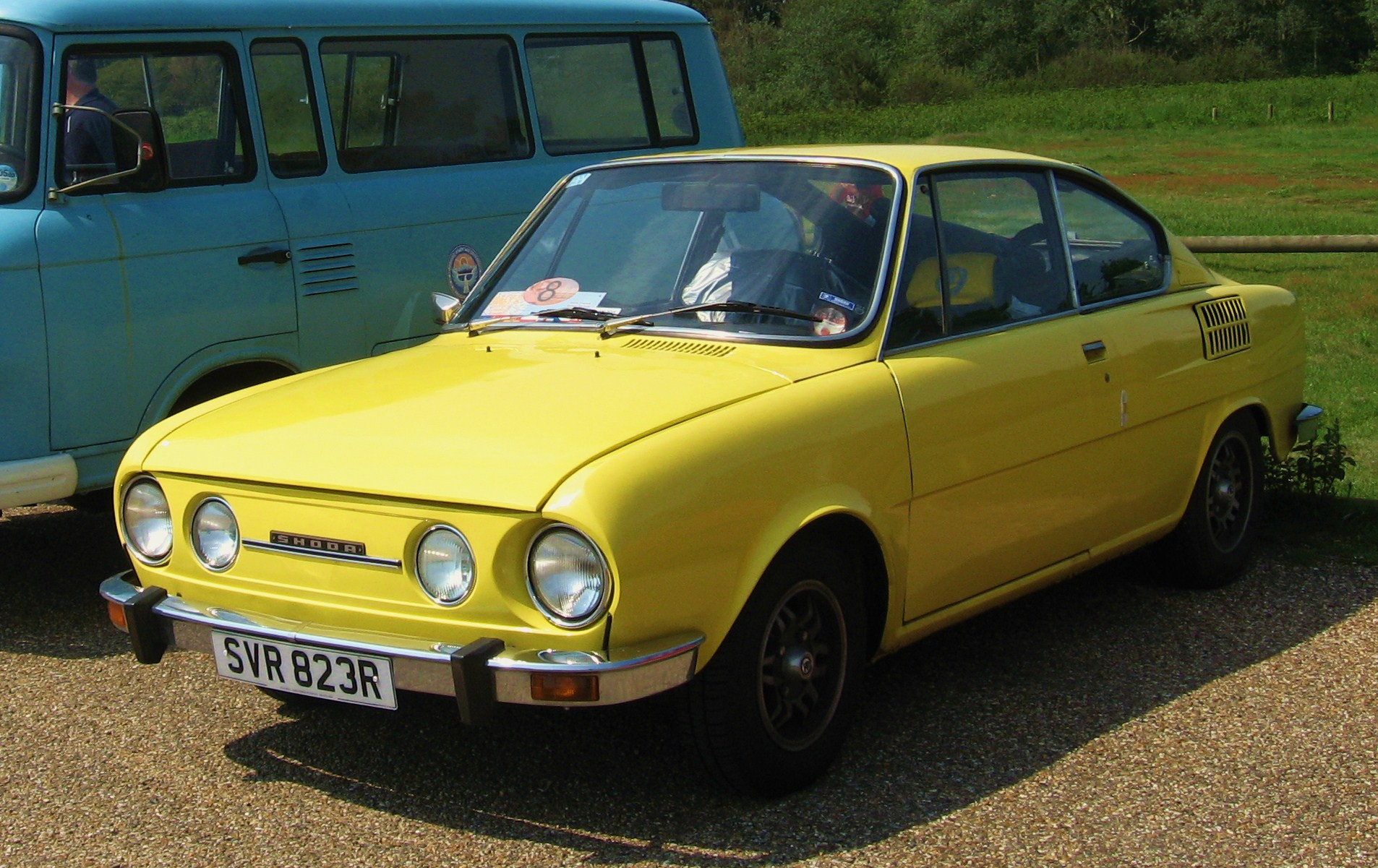
Škoda 110 R
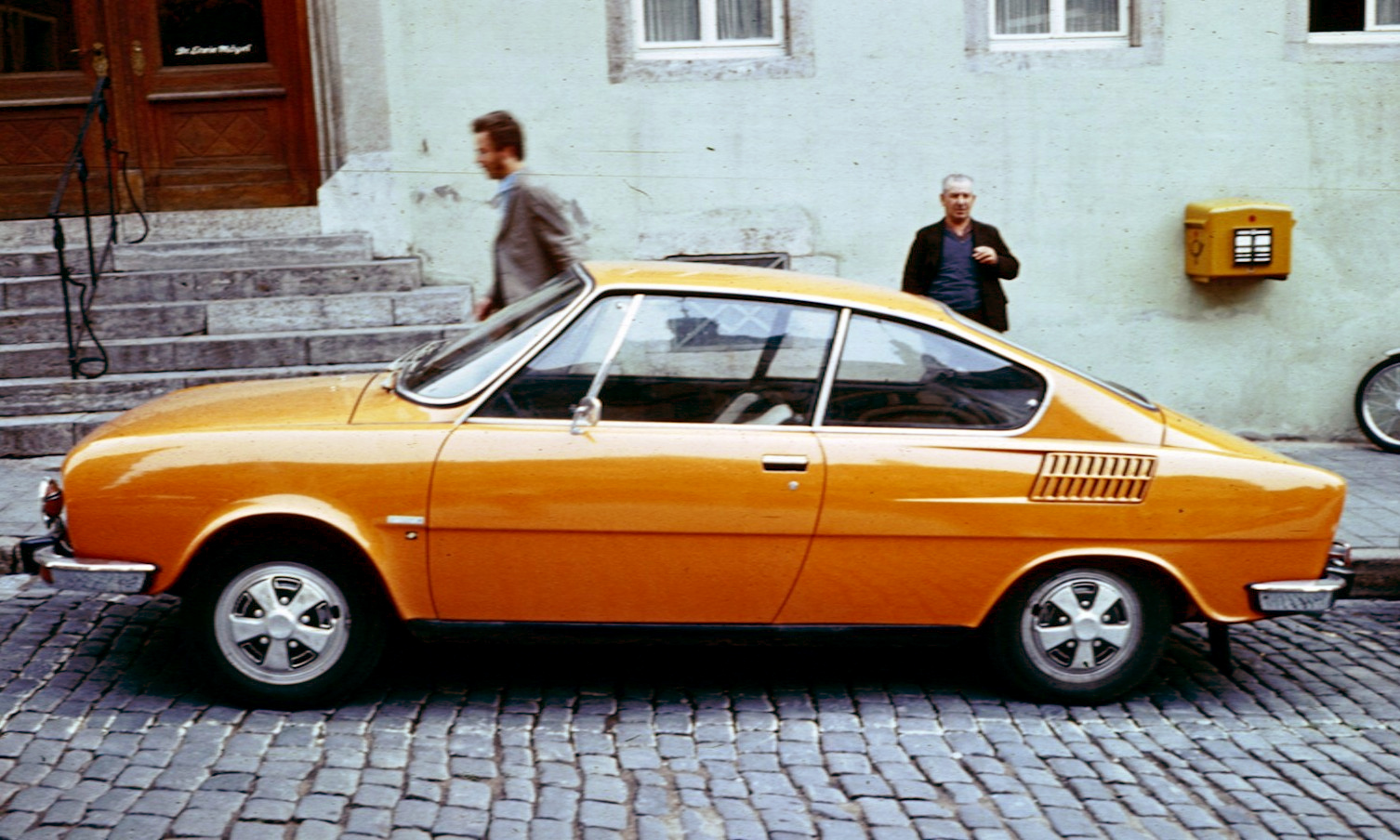
Škoda 110 R (model 1971)
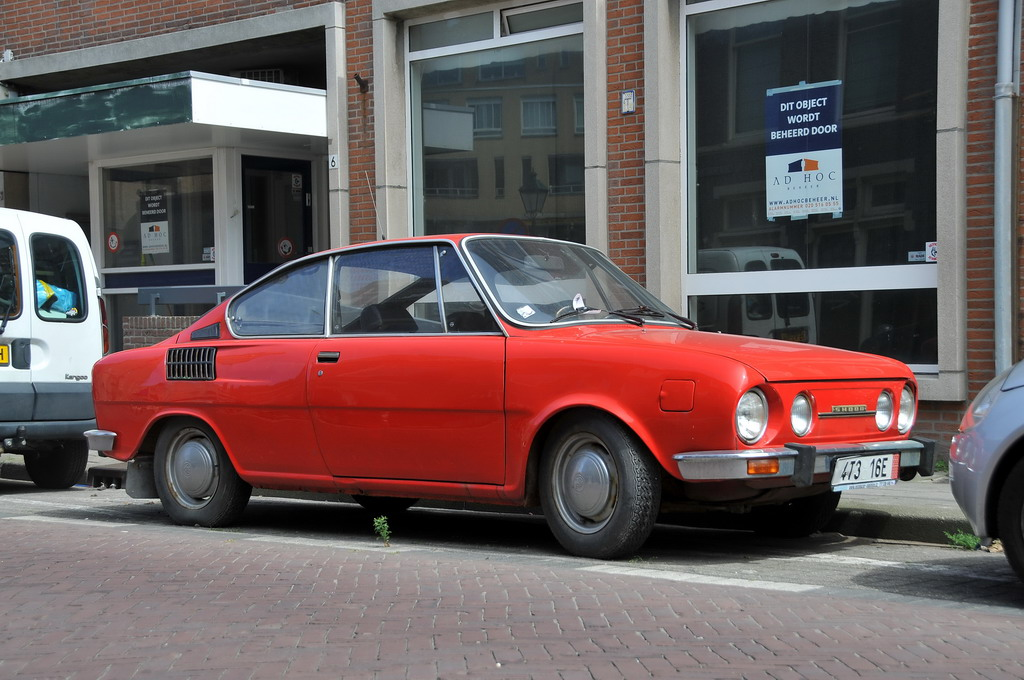
Škoda 110 R
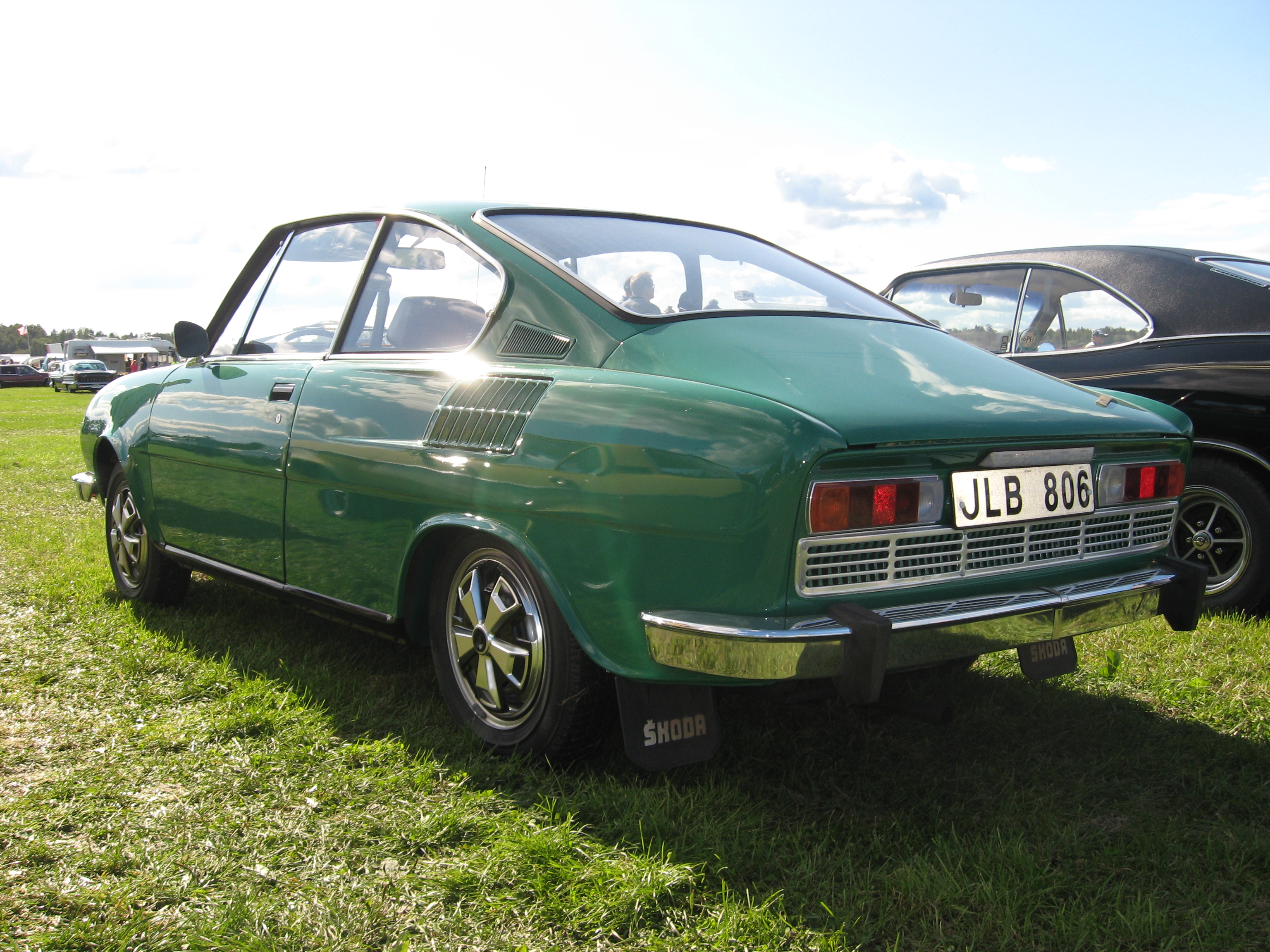
Škoda 110 R
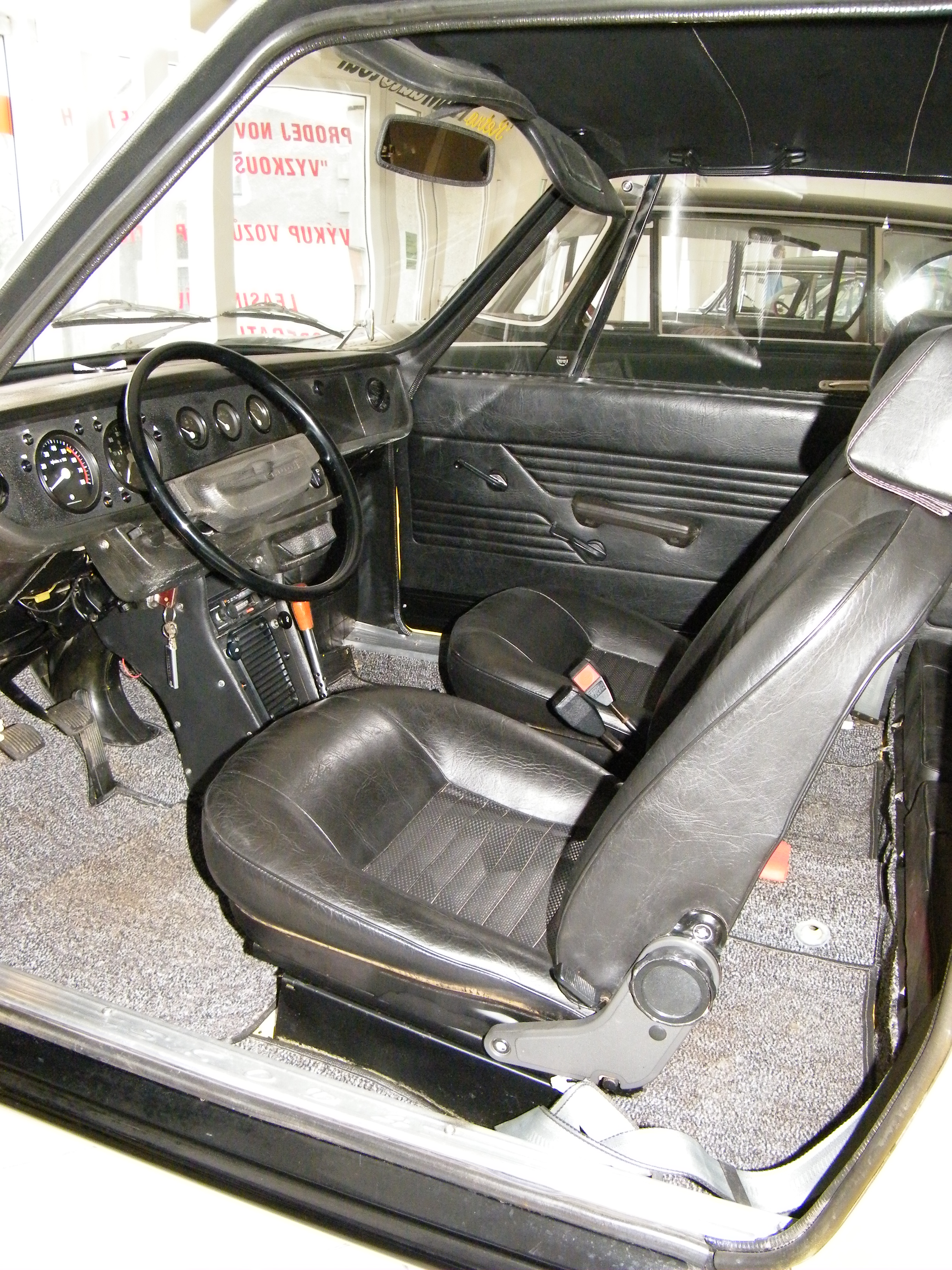
Interiér
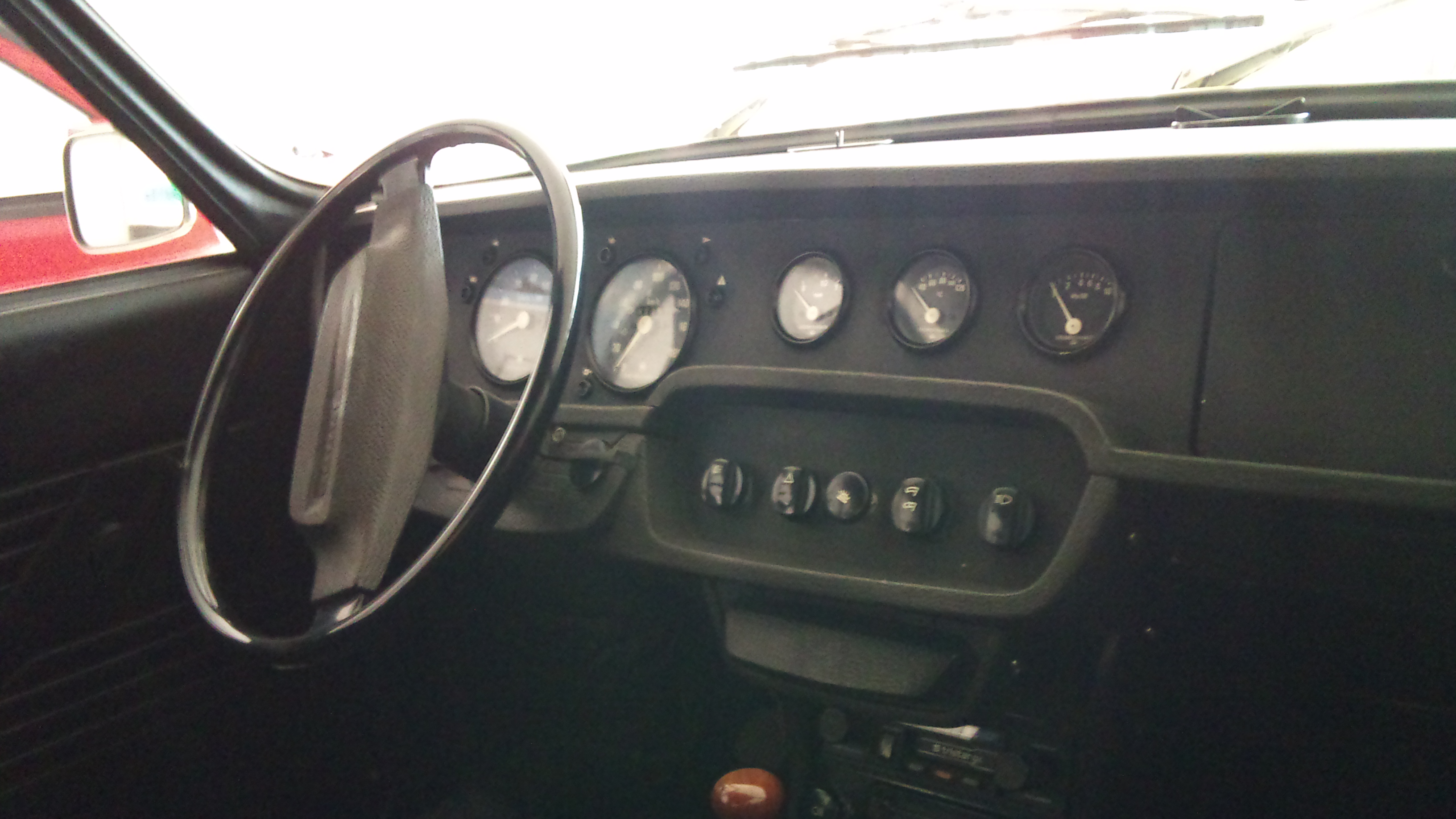
Přístrojová deska
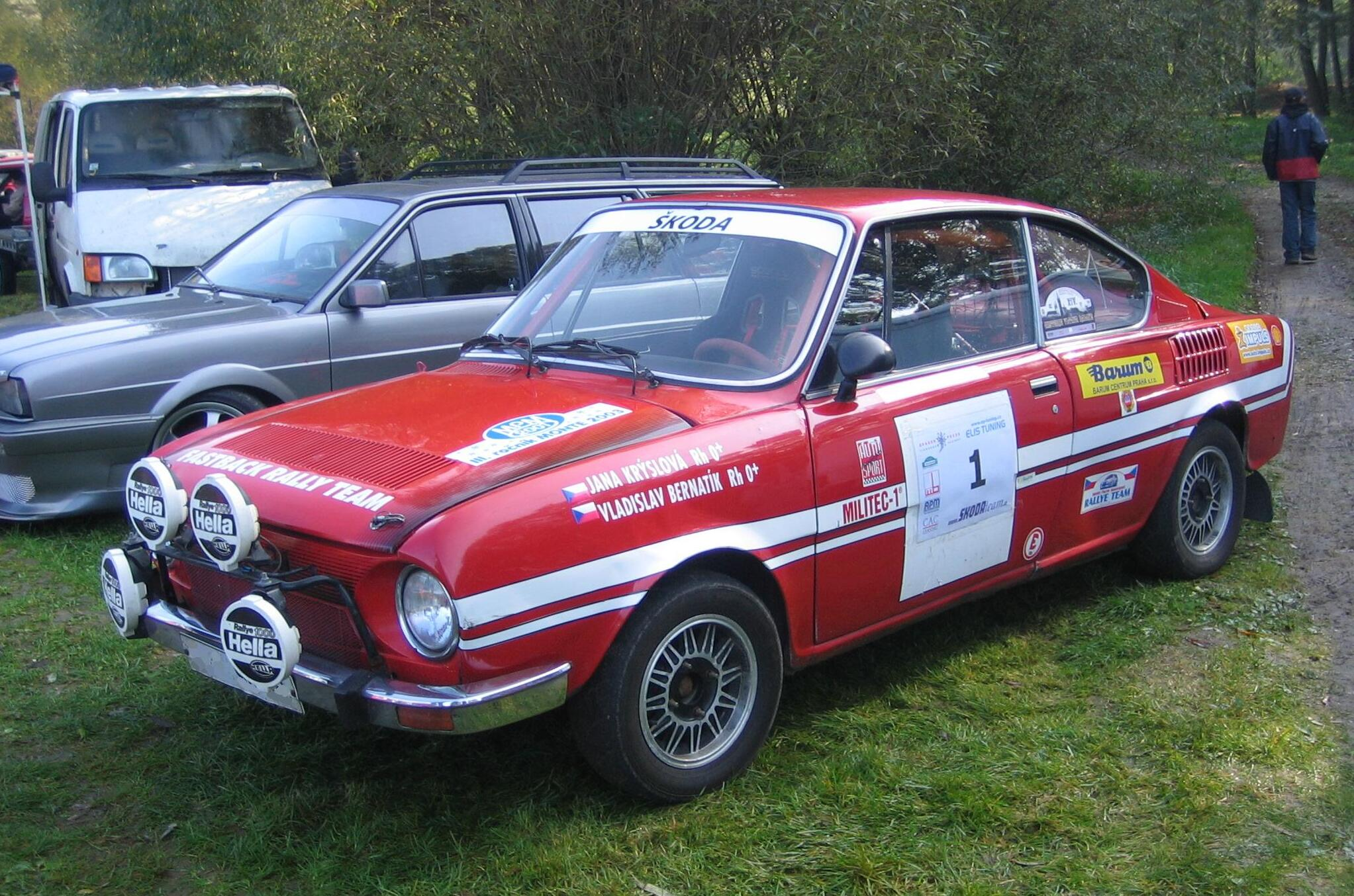
Závodní vůz 110 R
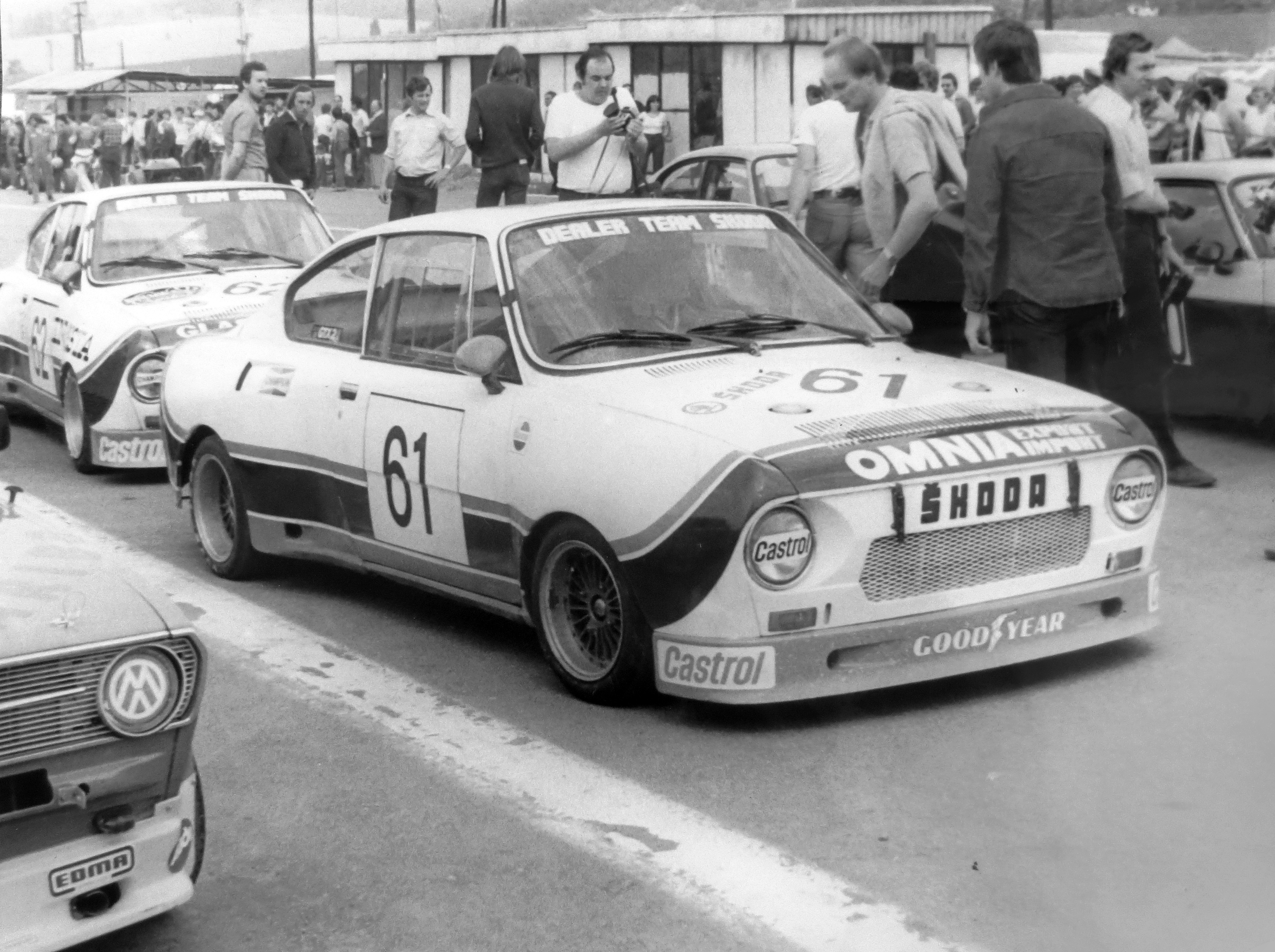
Okruhová Škoda 130 RS, st. č. 61 a 62 (Vojtěch-Enge-Šenkýř), Brno 1980
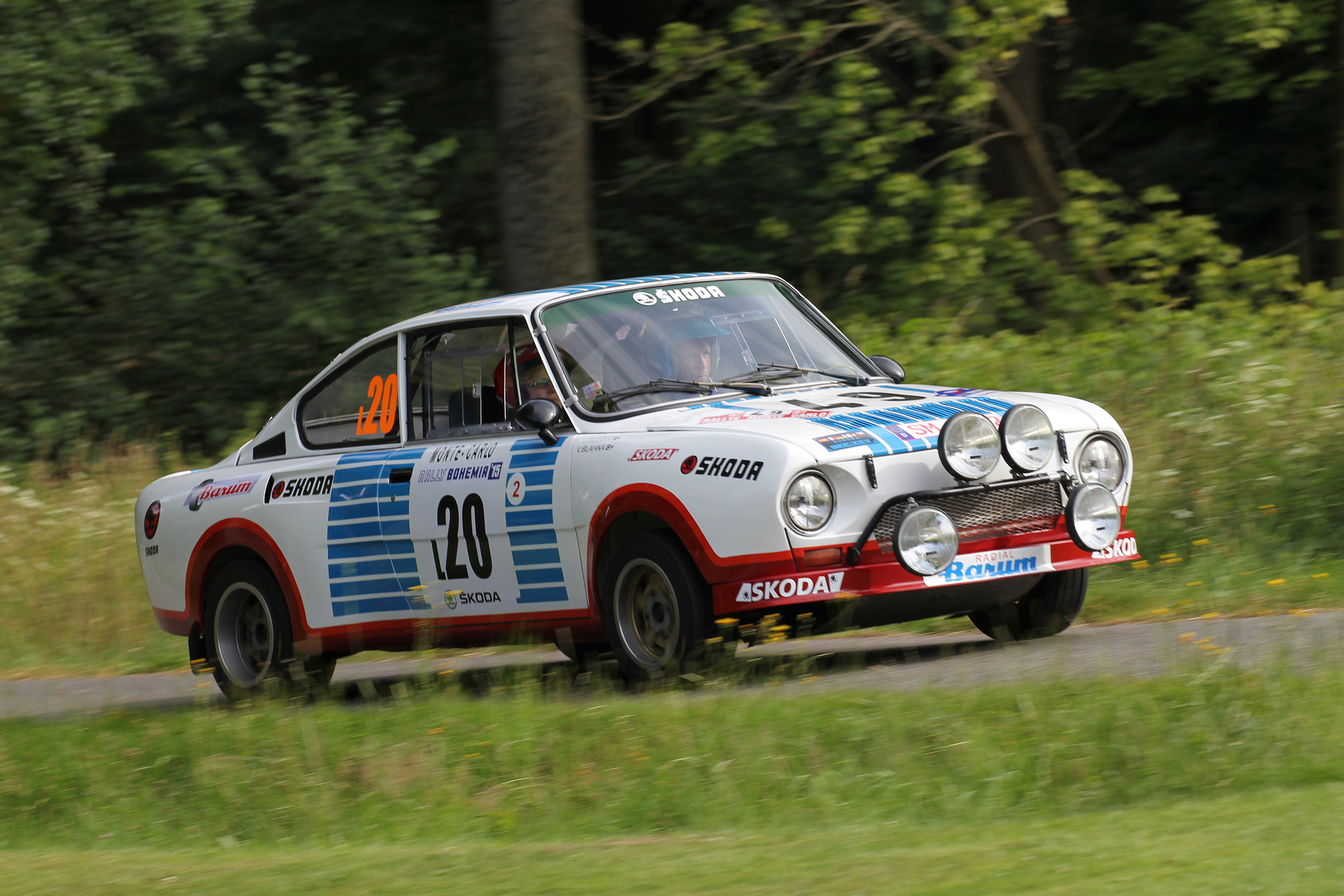
Rallyová Škoda 130 RS
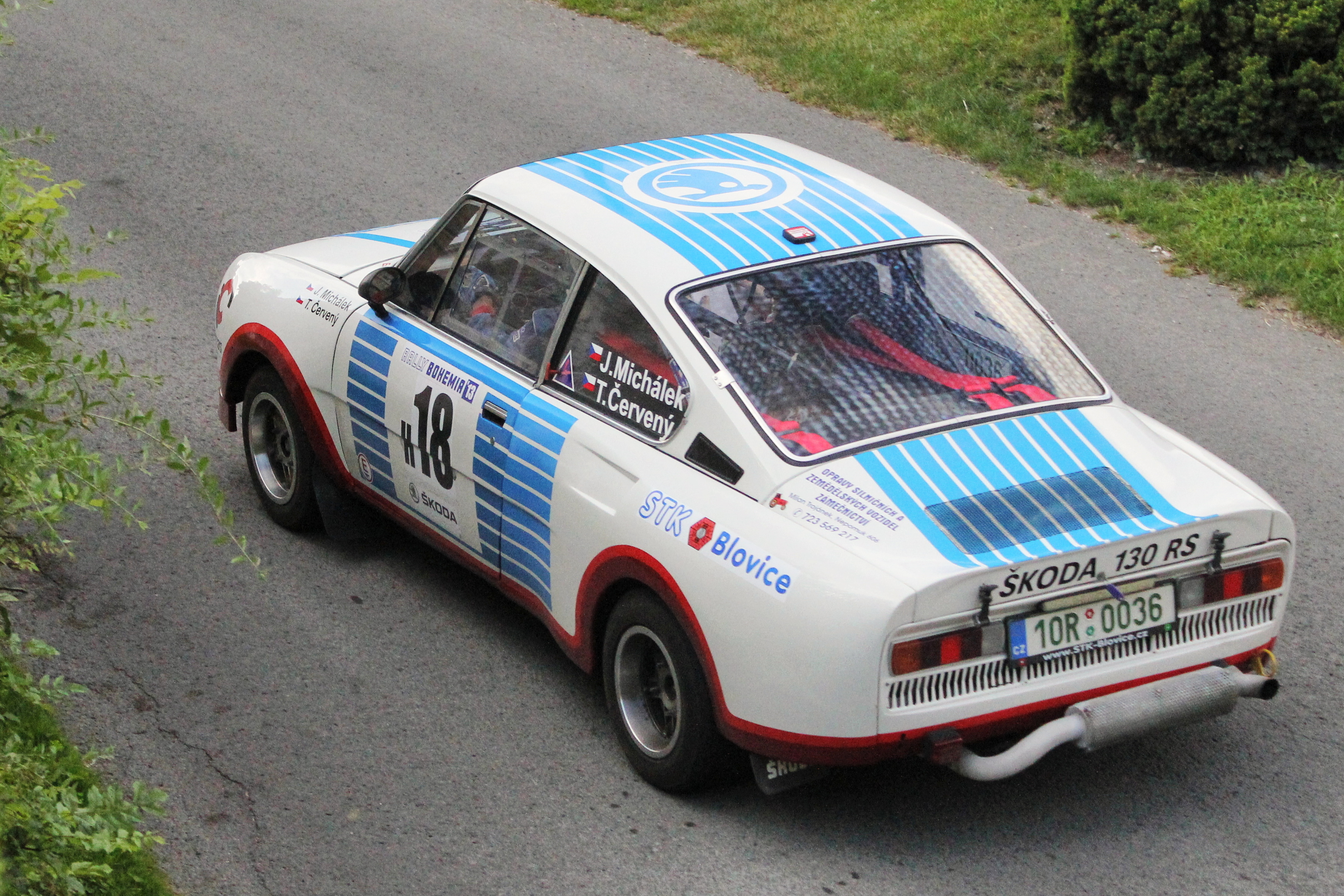
Rallyová Škoda 130 RS
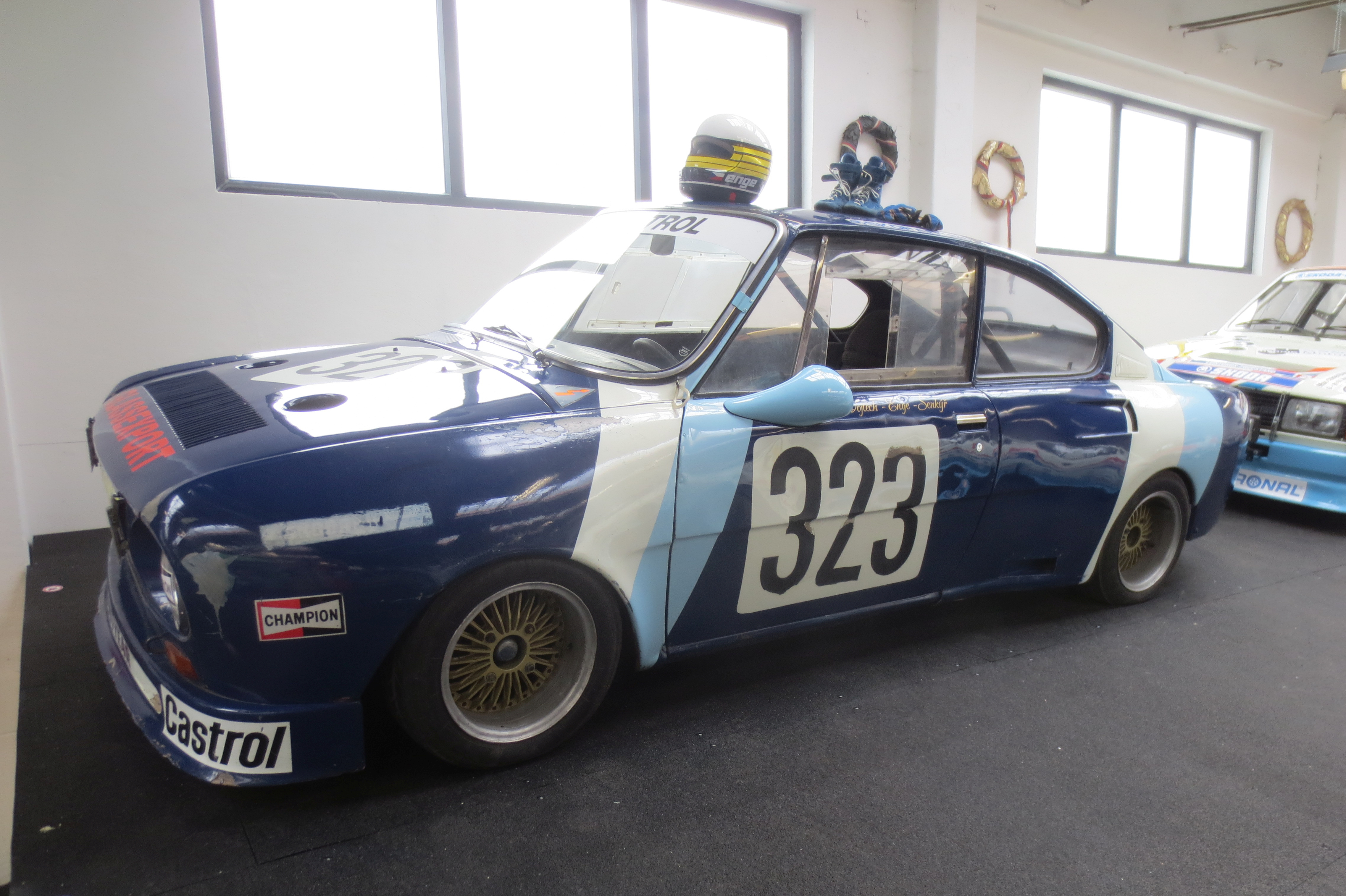
Škoda 130 RS prototyp 1. homologace (Svět škodovek 2021)
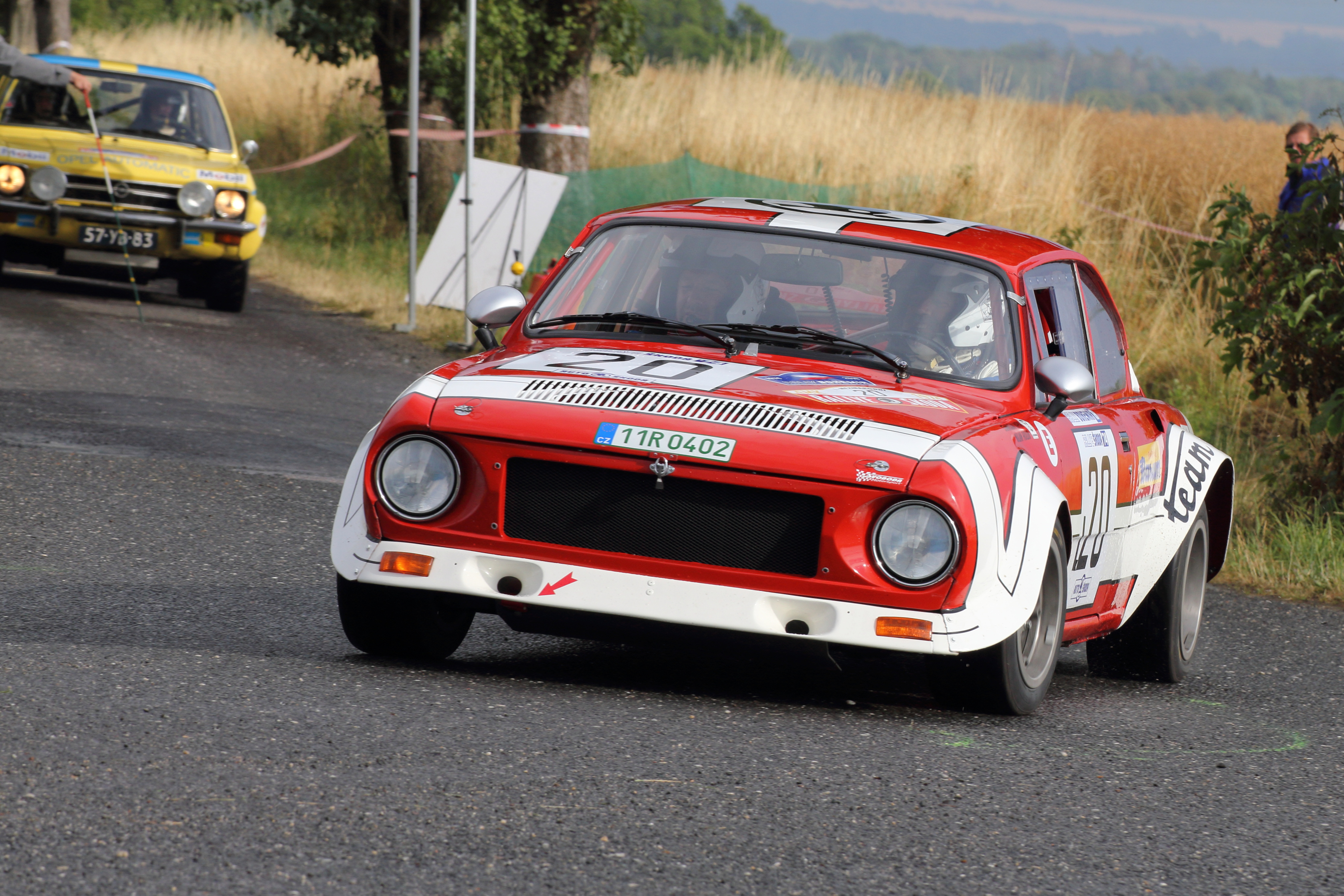
Škoda 200 RS